# اکسادو
اکسادو (اوکراینی: ХА́ДО) شرکت پالایش نفت اوکراینی است، که در سال ۱۹۹۱ تأسیس شد.